# Aitolos (Sohn des Endymion)
Aitolos (altgriechisch Αἰτωλός Aitōlós) ist in der griechischen Mythologie der Sohn von Endymion, König von Elis. 
Sein Vater ließ, um seinen Nachfolger zu bestimmen, ein Wettrennen zwischen seinen Söhnen Paion, Aitolos und Epeios austragen.  Epeios ging als Sieger aus diesem Rennen hervor.
Infolge eines selbstverschuldeten Unfalles mit tödlichem Ausgang wurde Aitolos aus Elis verbannt. Er ging nach Kuretien und heiratete dort Pronoe. Mit dieser hatte er die beiden Söhne Pleuron und Kalydon.